# Franz Stenzer
Franz Stenzer (né le 9 juin 1900 à Planegg et mort le 22 août 1933 à Dachau) est un communiste allemand qui fut membre du Reichstag et victime du régime nazi.

## Biographie
Après avoir fréquenté l'école primaire dans la ville de Bavière où il était né, il devint cheminot. Pendant la Première Guerre mondiale, il servit comme simple matelot dans la marine impériale, où, s’étant rebellé contre la discipline militaire, il fut mis aux arrêts de rigueur pendant un mois.
Après la guerre, il travailla à Munich au dépôt ferroviaire I ; c’est là qu’il rejoignit le Parti communiste d'Allemagne (KPD) en 1920. Les employés l’élurent au comité d'entreprise et en 1922, il en devint le vice-président. En 1924, il entra à la direction du parti communiste pour le district de Bavière du Sud, et il y travailla principalement dans le département syndical. En 1928-1929, il prit également les fonctions de chef de l'agitation et de la propagande dans l'opposition syndicale révolutionnaire en Bavière. Cette fonction lui valut d’être délégué en 1929 pour un cours à l’École internationale Lénine de l'Internationale communiste à Moscou. Par la suite, il exerça des fonctions au Comité central du KPD, telles que la responsabilité du travail syndical régional en tant qu'instructeur ZK. En même temps, il fut pour son parti membre du conseil municipal de Munich et, à partir de la fin de 1930, rédacteur en chef de la Neue Zeitung à Munich. En 1932, il acquit des connaissances supplémentaires pour ses activités politiques à l'Internationale syndicale rouge à Moscou. Lors des  élections en novembre 1932, il fut élu député de la 26e circonscription (Franconie) en tant que membre de la fraction KPD.
Après l'arrivée au pouvoir des nationaux-socialistes, il commença par se cacher, mais participa, par exemple, à la réunion illégale du Comité central du KPD le 7 février 1933 tenue à la maison des sports de Ziegenhals puis, clandestinement, organisa  dans le sud de l'Allemagne des activités clandestines. Ayant retrouvé sa cachette à Munich,  la Gestapo l’arrêta le 30 mai 1933. Après des mois d'interrogatoires et de mauvais traitements, il fut assassiné dans le camp de concentration de Dachau le 22 août 1933. Selon la déclaration de Himmler dans une lettre adressée au ministre bavarois de l'intérieur, Adolf Wagner, Stenzer fut tué d'une balle dans la nuque par un SS-Scharführer lors d'une prétendue tentative d'évasion. La procédure d'enquête contre le Scharführer fut abandonnée en décembre 1933, car son récit ne pouvait être réfuté. Un rapport médico-légal n'avait pas encore produit de résultat clair. Après la fin de la guerre, l'affaire fut à nouveau confiée à des enquêteurs américains, et aucun autre procès n'eut lieu.
Stenzer était marié et trois filles naquirent de son union. Sa femme, retenue en otage depuis avril 1933, fut libérée le lendemain de l’enterrement de son mari. Elle s'enfuit en novembre 1933, d'abord en Sarre, puis à Paris et en août 1934 en Union soviétique. Pendant les persécutions staliniennes, elle fut exclue du KPD en 1937 et emprisonnée jusqu'en 1938. En 1946, elle retourna en Allemagne puis vécut en République démocratique allemande (RDA) et mourut à Berlin en mars 1998. Leur fille, Emmi, se maria à Markus Wolf en 1944 et, en tant que spécialiste de littérature, elle fut l'administratrice de la succession de son beau-père Friedrich Wolf.

## Hommages
Pour les dirigeants du SED, la vie de Franz Stenzer avait été un modèle de combat courageux et inébranlable contre le fascisme et le militarisme. En septembre 1963, Neues Deutschland publia un rapport en trois parties sous le titre Une vie pour la classe ouvrière. Dans les années 1970, un groupe de recherche sur le camp de concentration de Dachau publia sa dernière lettre datée du 24 juin 1933 dans un recueil de documents sur les victimes du camp. En RDA, un « Chant Franz-Stenzer » fut également composé.
Son nom est inscrit sur le mémorial en souvenir des 96 membres du Reichstag assassinés par les nazis, construit en 1992.